# Quintigny
Quintigny är en kommun i departementet Jura i regionen Bourgogne-Franche-Comté i östra Frankrike. Kommunen ligger i kantonen Bletterans som tillhör arrondissementet Lons-le-Saunier. År 2022 hade Quintigny 297 invånare.

## Befolkningsutveckling
Antalet invånare i kommunen Quintigny
Referens:INSEE